# マルクス・ファビウス・ウィブラヌス (紀元前483年の執政官)
マルクス・ファビウス・ウィブラヌス（ラテン語: Marcus Fabius Vibulanus、- 紀元前477年）は共和政ローマ初期の政治家・軍人。紀元前483年と紀元前480年に執政官（コンスル）を務めた。

## 出自
マルクスの属するファビウス氏族はローマのパトリキ（貴族）の中でも最も著名で影響力のある氏族の一つである。紀元前5世紀初頭以降、継続的に高位官職者を出してきた。後の資料ではファビウス氏の先祖はヘーラクレースとニュンペーであるとされている。もともとの氏族名はフォウィウス、ファウィウスまたはフォディウスであり、ファビウス氏族によって栽培が始められたソラマメ（ファヴァ）に由来するといわれる。さらに面白い説では、ラテン語で「穴を掘る」という意味の「fovae」に起源をとし、これはファビウス氏族が狼を捕らえるために穴を掘っていたためとされる。但し、T. Wisemanはこの説を「面白いが意実ではないだろう」としている。
カピトリヌスのファスティによれば、マルクスの父のプラエノーメン（第一名、個人名）はカエソである。兄弟にはクィントゥス・ファビウス・ウィブラヌス（紀元前485年、紀元前492年の執政官）、カエソ・ファビウス・ウィブラヌス（紀元前484年、紀元前481年と紀元前479年の執政官）がいる。紀元前485年から紀元前479年にかけての7年間、二人の執政官の内一人はファビウス兄弟3人の何れかが務めている。

## 経歴
紀元前483年に一度目の執政官に就任。同僚執政官はルキウス・ウァレリウス・ポティトゥスであった。ティトゥス・リウィウスによれば、この数年間護民官はその権力を拡大しようとしていたが、元老院がこれを押し留めていた。
紀元前480年に二度目の執政官に就任。同僚執政官はグナエウス・マンリウス・キンキナトゥスであった。この年、ローマはパトリキとプレブス（平民）の対立が激化し、これを見た近隣のエトルリア都市であるウェイイがローマに挑んだ。ウェイイ軍は他のエトルリアからの援軍で強化されていた。
両執政官は兵士が訓練不足であるということから戦場に出さないでいたが、エトルリア騎兵が繰り返し略奪を行ったことにより戦闘は避けられなくなってきた。若いローマ兵達は不満の声を上げ、執政官に出撃を求めたがそれは拒否された。やがてエトルリア人からの罵倒はますます激しくなり、今度はローマの全兵士が執政官のもとに出撃命令を出せと詰め寄った。キンキナトゥスが譲歩しかけたとき、ウィブラヌスはこう発言した。「兵士達が勝利することはわかっているが、彼らが勝利を願っているのかがわからない。兵達が勝利者として戻ってくると神に誓わない限り、私は出撃命令を出さない」この言葉を聴いて、ケントゥリオ（百人隊長）の一人であるマルクス・フラウォレイウスが最初にユーピテルとマールス・グラウディウスに宣誓を行い、続いて全兵士が勝利を神に誓った。 一度戦闘が始まると、ローマ軍は勇敢に戦い、特に執政官の兄であるクィントゥス・ファビウス・ウィブラヌスは戦死した。戦列の反対側で戦っていたキンキナトゥスは重症を負い、一旦戦線を離れざるを得なかった。キンキナトゥスの兵が崩壊しそうになったときに、マルクス・ファビウスが到着し、キンキナトゥスが死んでいないことを告げた。キンキナトゥスも再び戦場に戻り、兵士達を安心させた。 
優勢となったエトルリア軍はローマ軍野営地を攻撃し、予備兵力の防御を打ち破って突入した。これを聞いたキンキナトゥスは、彼の兵を野営地の出口に配置し、エトルリア兵を包囲した。逆に窮地に陥ったエトルリア軍は脱出を試み、キンキナトゥスの本営に突撃をかけ、さらに弓矢で反撃した。この最後の突撃でキンキナトゥスは圧倒され、致命傷を負った。ローマ軍は再びパニックとなったが、士官の一人がキンキナトゥスの体を動かし、あえてエトルリア兵に脱出路を与えた。脱走するエトルリア兵をファビウスが追撃し撃破した。 
戦闘はファビウスの大勝利に終わったが、兄や多くの同僚を失ったことは大打撃であり、元老院は凱旋式を提案したがファビウスはこれを辞退した。
ウイブラヌスは、戦死した兄弟のファビウスとキンキナトゥスの葬儀で褒辞を述べた。その後ウィブラヌスは負傷した兵士をパトリキの邸宅において傷を癒させ、市民の人気を得た。
紀元前477年、マルクスは兄弟のカエソと共に、ファビウス軍を率いてクレメラ川の戦いに参加するが、マルクスも含めファビウス氏族は全滅した。残ったのは若年のためローマに残っていたマルクスの息子のクィントゥス・ファビウス・ウィブラヌスのみとされる。しかし、この出来事のどこまでが歴史的事実かに関しては、議論がなされている。

## 参考資料

### 古代の記録
- ハリカルナッソスのディオニュシオス『ローマ古代誌』
- シケリアのディオドロス『歴史叢書』
- ティトゥス・リウィウス『ローマ建国史』
- カピトリヌスのファスティ

### 研究書
- Broughton R. "Magistrates of the Roman Republic".. - New York, 1951. - Vol. I. - P. 600.
- Münzer F.  "Fabius 159" // RE. 1909. Bd. VI, 2. - S. 1873-1880.
- Wiseman T.  "Legendary Genealogies in Late-Republican Rome" // G & R. - 1974. - Vol. 21, No. 2 . - P. 153-164.